# Elymnias mahesvara
Elymnias mahesvara är en fjärilsart som beskrevs av Hans Fruhstorfer 1894. Elymnias mahesvara ingår i släktet Elymnias och familjen praktfjärilar. Inga underarter finns listade i Catalogue of Life.